# Катлініт

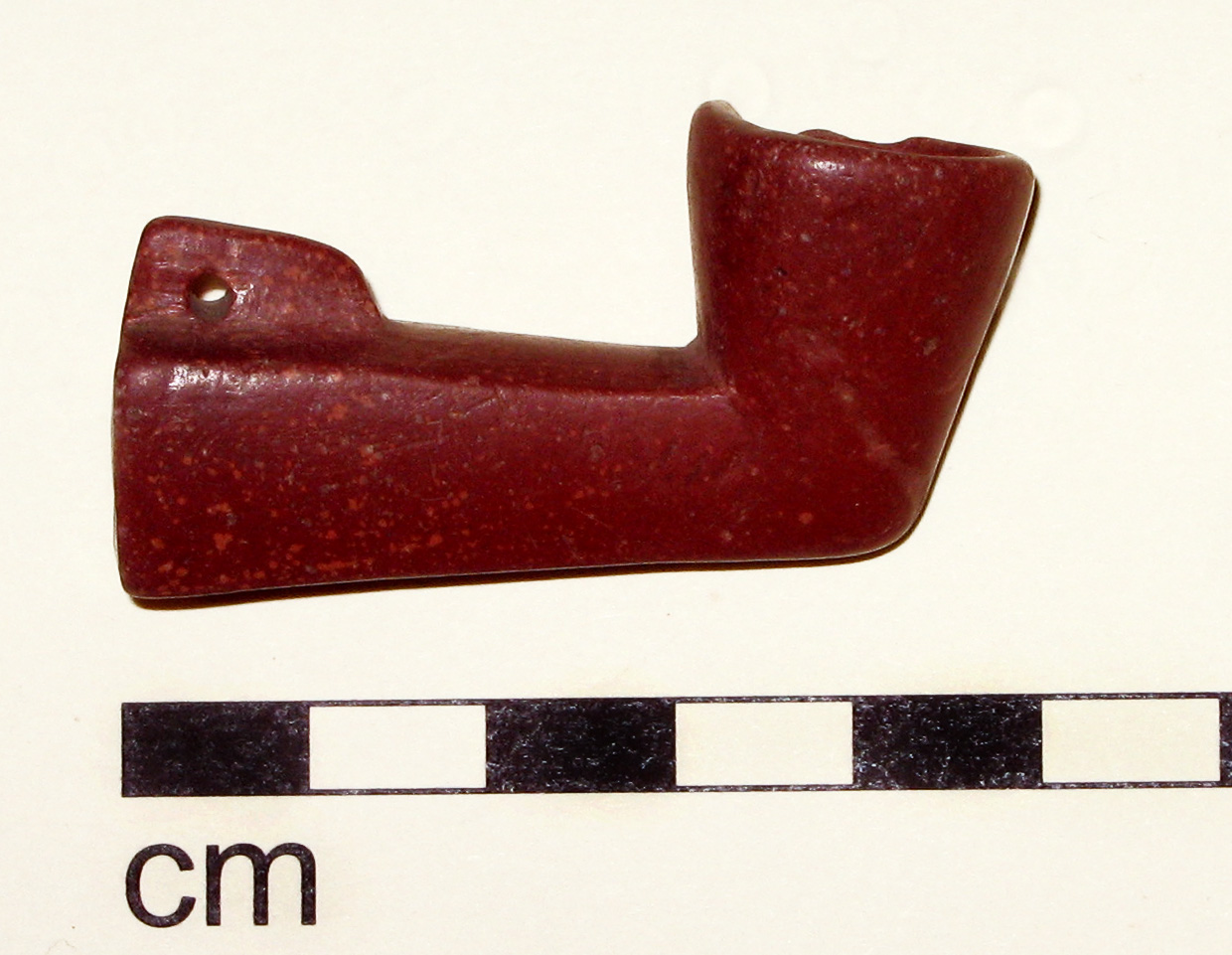
Люлька миру з катлініту, кінець XVII століття, Ванампіто, Айова.

Катлініт (англ. Catlinite) або «люльковий камінь» (англ. pipestone, англ. pipeclay) — метаморфічна гірська порода, різновид аргіліту.
Гірська порода, червоно-коричневого кольору, яка зустрічається в жилах сіуанського кварциту. Завдяки своїй дрібнозернистій структурі та простоті обробки, катлініт став серед індіанців найбільш популярним матеріалом для виготовлення люльок. Найбільш відомими індіанськими каменоломнями з видобутку катлініту є: Пайпстонська каменоломня біля міста Пайпстон і каменоломня біля річки Пайпстон в провінції Манітоба, що в Канаді. Манітобська каменоломня наразі не використовується, проте в Канаді є кілька каменоломень, де видобувають чорний катлініт, який використовують індіанці племені оджибва.
Червоний катлініт з Пайпстонської каменоломні залягає під шаром сіуанського кварциту. Більшість покладів катлініту знаходиться під рівнем ґрунтових вод, а червоний колір йому надають домішки сполук заліза. Видобуток катлініту проводиться вручну, тому займає тривалий час. Правом на видобуток катлініту в Пайпстонській каменоломні володіють тільки індіанці співробітники Пайпстонського меморіалу і таким чином забезпечується захист від передчасного вичерпання ресурсу.
Існують і інші різновиди трубкового каменю. Так, катлініт зі штату Юта має безліч різновидів, що розрізняються за ступенем м'якості, і зустрічається в шарах між покладами більш твердого шиферного сланцю. Ютанський катлініт є побічним продуктом видобутку шиферного сланцю, і також тривалий час використовується місцевими індіанцями для виготовлення трубок. Міннесотський катлініт — більш м'який, ніж ютанський, має гладку поверхню, проте часто має включення кварциту; його можна розрізати звичайною пилкою або ножем.
Назва «катлініт» дана на честь американського художника Джорджа Кетліна, який відвідав каменоломні в Міннесоті в 1835 році. Однак ще в 1832 його описав мандрівник і перекладач індіанських мов Філандер Прескотт, який відзначав, що традиція видобутку люлькового каменю індіанцями сходить як мінімум до 1637 року.